# تابه عشق
تابه عشق (انگلیسی: Wok of Love; کره‌ای: 기름진 멜로) یک مجموعه تلویزیونی کره جنوبی سال ۲۰۱۸ با بازی لی جون هو، جانگ هیوک و جونگ ریو وون است. این مجموعه از ۷ مه تا ۱۷ ژوئیه ۲۰۱۸، روزهای دوشنبه و سه‌شنبه ساعت ۲۲:۰۰ (کی‌اس‌تی) از اس‌بی‌اس برای ۳۸ قسمت پخش شد.